# سنجاب زمینی یونیتا
سنجاب زمینی یونیتا (نام علمی: Urocitellus armatus) نام یک گونه از سرده سنجاب‌های زمینی تمام‌شمالی است.